# Taça Europeia de Veteranos +50 Hóquei em Patins de 2013
O Campeonato Europeu de Veteranos +50 em Hóquei em Patins de 2013 foi a 7ª edição da Evricup, que se realiza anualmente. Realizou-se em Herne Bay, Inglaterra, entre os dias 29 de Maio e 1 de Junho de 2013. 

## Fase de grupos

### Grupo Verde
| Equipas           | Pts | J | V | E | D | GM | GS | DG |
| ----------------- | --- | - | - | - | - | -- | -- | -- |
| CT barcino        | 7   | 3 | 2 | 1 | 0 | 10 | 6  | 4  |
| GDR "Os Lobinhos" | 6   | 3 | 2 | 0 | 1 | 7  | 4  | 3  |
| Herne Bay United  | 4   | 3 | 1 | 1 | 1 | 8  | 8  | 0  |
| RV Rolta Leuven   | 0   | 3 | 0 | 0 | 3 | 7  | 14 | -7 |

| RV Rolta Leuven   | 3-5 | CT barcino        |
| GDR "Os Lobinhos" | 3-0 | Herne Bay United  |
| RV Rolta Leuven   | 1-3 | GDR "Os Lobinhos" |
| CT Barcino        | 2-2 | Herne Bay United  |
| RV Rolta Leuven   | 3-6 | Herne Bay United  |
| CT Barcino        | 3-1 | GDR "Os Lobinhos" |

### Grupo Amarelo
| Equipas        | Pts | J | V | E | D | GM | GS | DG  |
| -------------- | --- | - | - | - | - | -- | -- | --- |
| CP Cibeles     | 9   | 3 | 3 | 0 | 0 | 24 | 4  | 21  |
| HC Trieste     | 6   | 3 | 2 | 0 | 1 | 16 | 11 | 5   |
| GEIEG "Girona" | 3   | 3 | 1 | 0 | 2 | 7  | 21 | -14 |
| Dreamteam      | 0   | 3 | 0 | 0 | 3 | 9  | 21 | -12 |

| Dreamteam      | 5-6 | GEIEG "Girona" |
| CP Cibeles     | 9-0 | HC Trieste     |
| Dreamteam      | 3-8 | CP Cibeles     |
| GEIEG "Girona" | 1-9 | HC Trieste     |
| Dreamteam      | 1-7 | HC Trieste     |
| GEIEG "Girona" | 3-7 | CP Cibeles     |

## Fase final
| Play-off           | Play-off        | Play-off        |
| 7º e 8º lugares    | 7º e 8º lugares | 7º e 8º lugares |
| ------------------ | --------------- | --------------- |
| RV Rolta Leuven    | 3-5             | GEIEG "Girona"  |
| 5º e 6º lugares    |                 |                 |
| Herne Bay United   | 7-1             | Dreamteam       |
| 3º e 4º lugares    |                 |                 |
| GDR "Os Lobinhos"  | 4-4(4-6 gp)     | HC Trieste      |
| Apuramento Campeão |                 |                 |
| CT Barcino         | 2-2 (4-2 gp)    | CP Cibeles      |

### Classificação Final
| Pos | Equipa            |
| --- | ----------------- |
|     | CT barcino        |
|     | CP Cibeles        |
|     | HC Trieste        |
| 4   | GDR "Os Lobinhos" |
| 5   | Herne Bay United  |
| 6   | Dreamteam         |
| 7   | RV Rolta Leuven   |
| 8   | GEIEG "Girona"    |